# Halysidota interlineata
Halysidota interlineata är en fjärilsart som beskrevs av Walker 1855. Halysidota interlineata ingår i släktet Halysidota och familjen björnspinnare. Inga underarter finns listade i Catalogue of Life.

## Bildgalleri

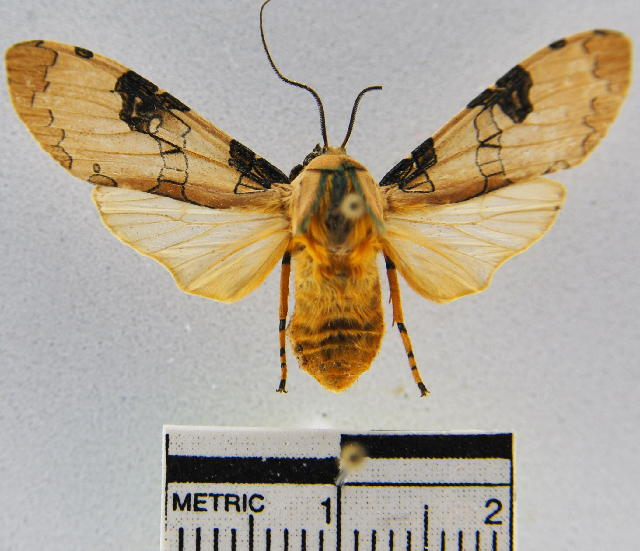
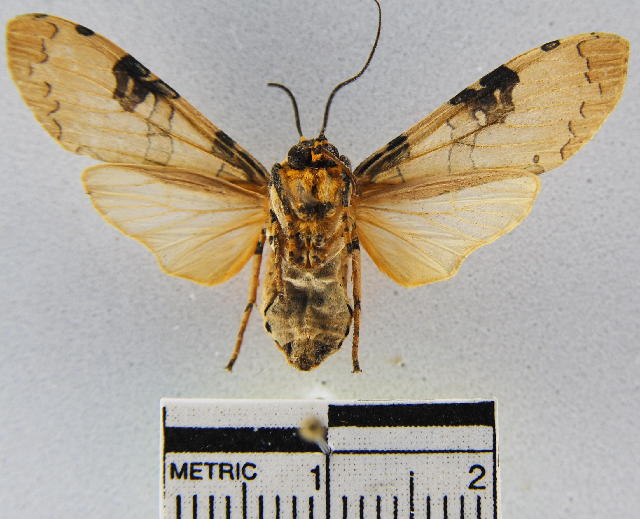